# Паспорт громадянина Перу
Паспорт громадянина Перу – документ, необхідний для виїзду громадянина Перу за кордон. Щоб подорожувати країнами Андського співтовариства, Чилі, Аргентині, Бразилії, Уругваю, Парагваю та Венесуелі, громадяни Перу можуть використати своє посвідчення особи.
Видається Департаментом з імміграції та натуралізації Перу.

## Візові вимоги

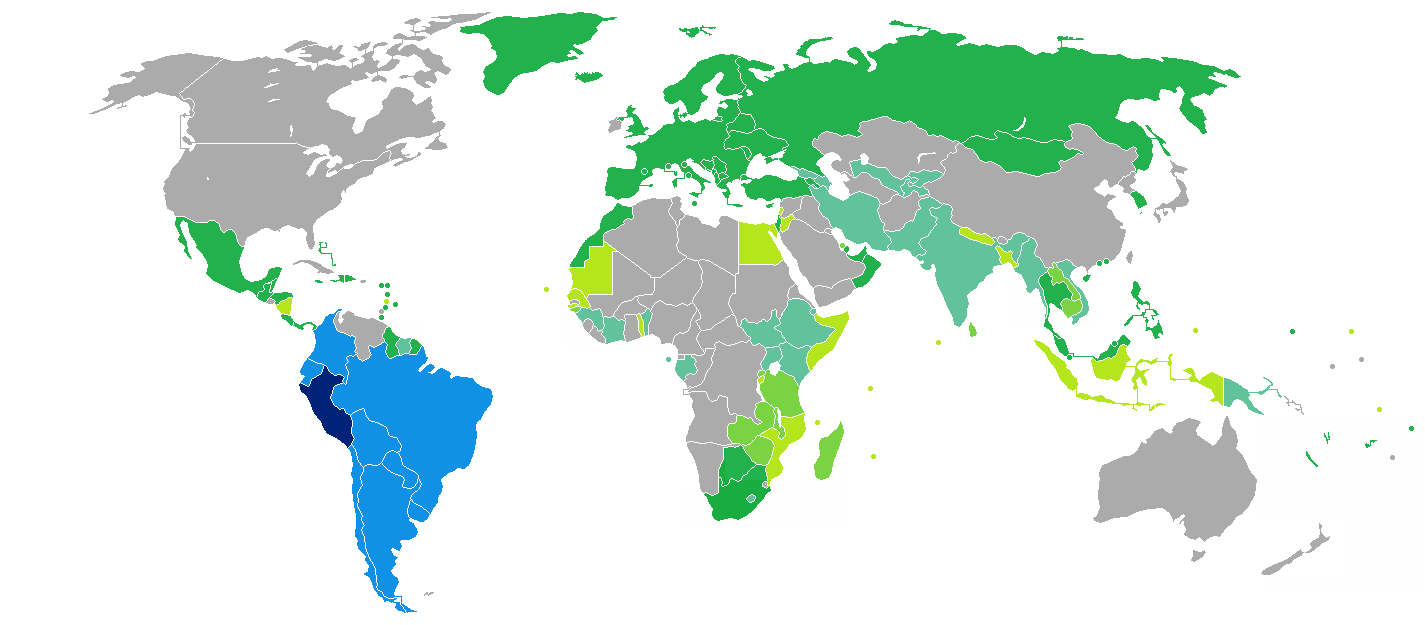
Перу
ID карта
Безвізовий режим
Віза по прибуттю
eVisa
Віза доступна по прибуттю та онлайн
Потрібна віза

## Опис
Паспорт громадянина Перу є книжкою бордово-червоного кольору, з написом у верхній частині REPUBLICA DEL PERU, гербом Перу посередині, і написом PASAPORTE (іспанською) і PASSPORT (англійською) в нижній частині.